# 혈액응고

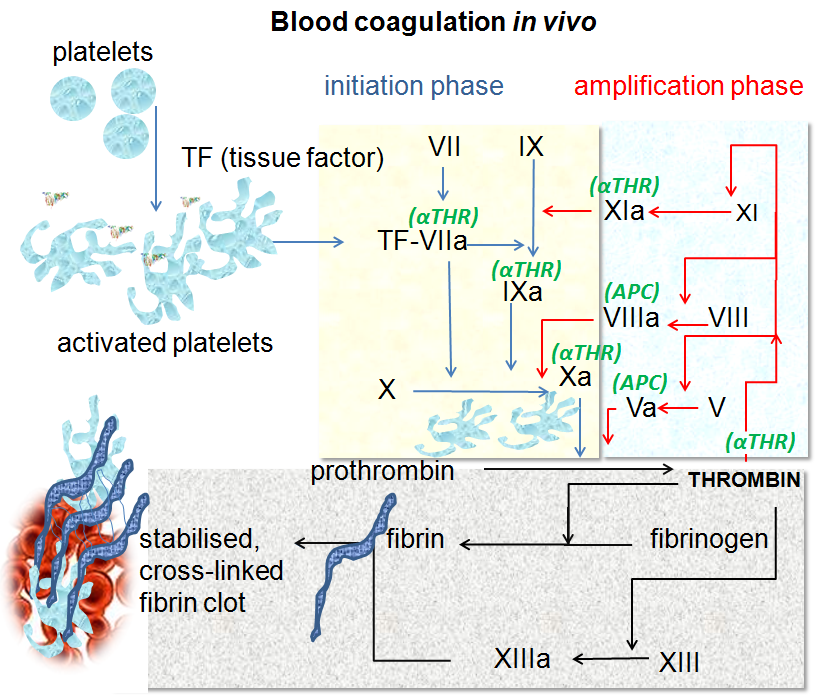
혈액 응고의 경로

혈액 응고(Coagulation)는 섬유소 단백질인 피브린이 모인 섬유소 그물과 혈소판이 응집된 혈소판 마개와 뭉쳐 혈병을 형성하는 과정이다. 혈관 속에서 일어나면 혈전이라고 한다. 잠재적으로는 손상된 혈관으로부터의 혈액 유실을 막는 지혈을 일으킨다. 

## 같이 보기
- 응집반응
- 지혈제